# René Duhamel (aviron)
Pour le syndicaliste français homonyme, voir René Duhamel (syndicaliste).
René Duhamel est un rameur français, né le 1er février 1935 à Rouen, mort le 12 mars 2007 à Orange. Il fut fait Gloire du sport.

## Biographie
Il remporte la première édition des Championnats du monde d'aviron, en deux de couple avec Bernard Monnereau.
Après sa carrière en compétition, il devient entraîneur à la Société Nautique d'Avignon de 1965 à 1993.

## Palmarès

### Jeux olympiques
- 4e en deux de couple à Rome 1960
- 6e en deux de couple à Tokyo 1964

### Championnats du monde d'aviron
- Médaille d'or en deux de couple aux Championnats du monde d'aviron 1962 à Lucerne

### Championnats d'Europe d'aviron
- médaille d'argent en deux de couple aux Championnats d'Europe d'aviron 1958

### Jeux méditerranéens d'aviron
- Médaille d'or en deux de couple en 1963

### Championnats de France d'aviron
- Remporte le titre national en 1966 et 1970.